# Маззі
Маззі (англ. Muzzy in Gondoland) — мультиплікаційний телекурс англійської мови для дітей, розроблений телеканалом BBC. По суті, це сегментований мультфільм з анімаційними навчальними вставками, який в простій, ненав'язливій формі знайомить глядачів з азами англійської мови. За часів СРСР мультсеріал демонструвався в передачі «Дитяча година» і відразу здобув популярність у маленьких глядачів.

## Персонажі
- Маззі (Muzzy) — величезний зелений прибулець, схожий і на ведмедя, і на снігову людину, що харчується годинниками та іншими електромеханічними пристроями, оскільки не вживає земної їжі.
- Боб (Bob) — миша - садівник при королівському палаці.
- Сильвія (Sylvia) — щур — принцесса Гондоландии.
- Корвакс (Corvax) — зелений гоблін — придворний рахівник-комп'ютерник.
- Король Гондоландії (King of Gondoland) — лев.
- Королева Гондоландії (Queen of Gondoland) — щур.
- Кіт (Cat) — помічник Корвакса, багато часу приділяє азартним іграм за комп'ютером.
- Продавець (Trader) — кенгуру; перший кого зустрів Маззі.
- Норман (Norman) — чоловічок, що фігурує в навчальних вставках як головна дійова особа.

## Сюжет
Інопланетянин Маззі прилітає на летючій тарілці в країну Гондоленд. Не знаючи місцевих звичаїв, гігант відразу ж починає потрапляти в конфузні ситуації. Зазвичай він харчується різними металевими предметами (особливо годинниками), вважаючи, що годинник на цій планеті теж є їжею, з'їдає всі паркувальні лічильники на стоянці, в результаті чого його тут же затримує поліція.
Тим часом у королівстві розігруються неабиякі пристрасті. Придворний садівник Боб закоханий в принцесу Сильвію, а та і собі, відповідає йому взаємністю. Але щастю закоханих заважають король з королевою, які проти їхніх стосунків, і Корвакс, який має свої плани на принцесу і підлаштовує Бобу усілякі неприємності. Зрештою принцеса і садівник зважуються на втечу. Корвакс дізнається про їхню втечу і разом з королем кидається у погоню. Закоханих наздоганяють. Сильвію відправляють під домашній арешт, а Боба кидають до в'язниці.
У в'язниці Боб опиняється в одній камері з Маззі. Вони швидко стають друзями. Маззі з'їдає ґрати на вікні й біжить з в'язниці разом із Бобом. Тим часом Корвакс намагається силою домогтися прихильності принцеси, але отримує рішучу відмову. Це змушує його придумати спосіб віртуалізувати Сильвію за допомогою свого комп'ютера. Однак віртуальна Сильвія теж не бажає спілкуватися з Корваксом і втікає від нього. Корвакс починає в люті стукати кулаками по своєму комп'ютеру, натискаючи на всі кнопки підряд, в результаті чого в ньому відбувається збій. Комп'ютер починає безперервно створювати нових і нових Сильвій. Спроби зупинити процес ні до чого не призводять. Справжня принцеса тим часом зустрічає Боба та Маззі, що пробралися до саду, і допомагає їм сховатися від поліції.
Побачивши у палаці величезну кількість Сильвій і простеживши, звідки вони йдуть, король потрапляє до лабораторії Корвакса. Він намагається самостійно зупинити комп'ютер, але в результаті виявляється всередині нього. На допомогу приходять Боб і Маззі, яких Сильвія приводить до палацу. Маззі лагодить комп'ютер, визволяє короля з віртуального полону і відправляє комп'ютерних Сильвий назад в небуття, а Боб тим часом ловить Корвакса, який спробував втекти на гелікоптері.
В результаті Сильвія та Боб влаштовують весілля, Корвакса відправляють на каторжні роботи, а Маззі повертається на свою рідну планету.

## Продовження
У 1989 році було випущено продовження мультфільму під назвою «Маззі повертається» (англ. Muzzy Comes Back), в якій розповідається історія про те, як Корвакс, понижений до придворного кухаря, і його спільник, рецидивіст бульдог Тимбо, викрадають Аманду, доньку Боба і Сильвії під час вечірки, головним гостем якої був Маззі.

## Версії курсу іншими мовами
Окрім англійської, існують також німецька, іспанська, французька, італійська версії мультиплікаційного курсу, що використовуються для навчання початківців вивчати ці мови. У 2002 році компанія BBC об'єднала 5 варіантів (англійський, іспанський, французький, німецький та італійський), видавши один курс на 6 DVD-дисках. Існує неофіційний переклад курсу на есперанто, виконаний польськими ентузіастами. Деякі персонажі мультфільму в іншомовних версіях мають відмінні імена. Наприклад, у французькому варіанті садівника звуть Жан, а чоловічка в навчальних вставках - Альберт.